# Топчий, Геннадий Николаевич
Геннадий Николаевич Топчий (род. 13 января 1942) — советский хоккеист, защитник.

## Биография
В чемпионате СССР сыграл два сезона (1960/61 — 1961/62), выступая за ЛИИЖТ.
В сентябре 1962 года был в составе ленинградского СКА в матчах турнира дружественных армий с «Дуклой» Йиглава (ЧССР) и «Форвертсом» (ГДР), участник турнира на приз газеты «Советский спорт» 1962.
Серебряный призёр хоккейного турнира зимней Универсиады 1962.